# Centrotypus malabaricus
Centrotypus malabaricus är en insektsart som beskrevs av Ananthasubramanian 1996. Centrotypus malabaricus ingår i släktet Centrotypus och familjen hornstritar. Inga underarter finns listade i Catalogue of Life.